# بزان
بزان، روستایی از توابع بخش کلاترزان شهرستان سنندج در استان کردستان ایران است.

## جمعیت
این روستا در دهستان ژاورود غربی قرار دارد و براساس سرشماری مرکز آمار ایران در سال ۱۳۸۵، جمعیت آن ۱۶۲ نفر (۳۹خانوار) بوده‌است.